# Zweefvliegclub Volkel
Zweefvliegclub Volkel (ZVC Volkel) is sinds 1955 gevestigd op Vliegbasis Volkel in de Nederlandse provincie Noord-Brabant. De vereniging telt ruim 70 leden. De vereniging heeft 7 zweefvliegtuigen, 
- 3 eenzitters: 1x SDZ-51 Junior (PH-1015 4E) en 2x LS-4B (PH-1189 4A en PH-1392 4M)
- 3 tweezitters: 2x ASK21 (PH-682 4B en PH-1283 4G) en 1x Duo Discus Turbo  (PH-1472 4D)
- 1 tweezitter motorzwever (TMG): Diamond HK-36 TTC Super Dimona (PH-1580)

De ASK21’s uitgerust om aerobatics, ook wel kunstvluchten, mee te kunnen vliegen.
Het seizoen start ieder jaar vanaf 1 maart en 9 maanden lang wordt er gevlogen. Daarnaast gaat de club ook 2 keer per jaar op kamp: 1 week voorjaarskamp in mei en twee weken zomerkamp eind juli/begin augustus met bestemmingen zoals Frankrijk, Duitsland en Tsjechië.
Wanneer er geen militair vliegverkeer plaatsvindt vanaf Vliegbasis Volkel, kan er gevlogen worden. Dit zijn alle weekenddagen, doordeweeks na 17:00 uur en op feestdagen. Er zijn een aantal omstandigheden waardoor er niet gevlogen kan worden. De belangrijkste factor is het weer. Regen, lage bewolking, mist of te harde wind zorgen ervoor dat een vliegbedrijf niet kan starten. Door de vestiging op Koninklijke Luchtmacht-basis Volkel kunnen militaire activiteiten een reden zijn dat tijdelijk het vliegbedrijf stil moeten worden gelegd. Bij aangekondigde militaire activiteiten zoals oefeningen met de F-16 of F-35 zal het passagiersvliegen niet doorgaan. Bij onaangekondigde militaire activiteiten (QRA) zal het zweefvliegen tijdelijk stil liggen of alsnog gestopt worden.